# 펠리피 다우 벨루
펠리피 지아스 다 시우바 다우 벨루(포르투갈어: Felipe Dias da Silva dal Belo, 1984년 7월 31일, 브라질 구아라칭게타 ~ )는 최근 세리에 D의 클럽 ASD 만자네에서 센터백로 뛰는 이탈리아의 축구 선수다.